# Magal (futebolista)
Sidnei da Silva, conhecido como Magal (Taquaritinga, 16 de setembro de 1980), é um futebolista brasileiro que atua como volante. Atualmente, joga pelo Audax.
O apelido vem dos tempos de juventude, quando os amigos de Sidnei passaram a chamá-lo de Magal por ter o mesmo prenome do cantor Sidney Magal.

## Carreira
Fez parte do elenco do Internacional que conquistou o título da Recopa Sul-Americana 2007. 
Em maio de 2009, foi contratado pelo Vitória para a disputa da Série A daquele ano. Permaneceu na reserva durante toda sua breve passagem no rubro-negro baiano, e com poucas chances acabou dispensado no final do ano.
Dispensado do rubro-negro baiano, assinou em seguida com o Sertãozinho para a temporada de 2010.
Em 2011, Magal acertou então com o Fortaleza, para a disputa da Série C.
Visando o início da temporada 2013, para a disputa da Série A1 do Campeonato Paulista, Magal acertou com o Mogi Mirim. Ao fim do estadual, assinou com a Ponte Preta para o Campeonato Brasileiro. Estreiou contra o Bragantino, pela Copa do Brasil, no dia 9 de Maio de 2013, onde a Ponte Preta ganhou de 3x1, eliminando o jogo de volta, Magal entrou aos 33 minutos do 2º tempo.

## Títulos
Internacional
- Recopa Sul-Americana: 2007.